# Prima battaglia di Gaza
La prima battaglia di Gaza fu una battaglia combattuta il 26 marzo 1917, durante il primo tentativo della forza di spedizione egiziana di invadere il sud della Palestina. I combattimenti iniziarono quando le forze inglesi attaccarono la città ed i suoi dintorni. Nel tardo pomeriggio, quando la città era ormai quasi caduta, gli inglesi si ritirarono a causa del sopraggiungimento della notte e dei grandi rinforzi ottomani. Questa sconfitta fu susseguita da un'altra disfatta, sempre a Gaza, durante la seconda battaglia di Gaza.
Nell'agosto del 1916, con la battaglia di Romani, gli alleati impedirono definitivamente alle truppe ottomane di invadere la penisola del Sinai, che era stata precedentemente minacciata nel 1915 da numerosi raid aerei. Successivamente nel dicembre dello stesso anno, fu messo al sicuro il porto di Al-Arish, di grande importanza strategica. Nel gennaio del 1917 la battaglia di Rafah completò la conquista dell'intera penisola del Sinai.
Nel marzo 1917, due mesi dopo, Gaza fu attaccata dalla fanteria della 52ª divisione inglese rinforzata da una brigata di fanteria. Si unirono anche unità di cavalleria, che avevano il compito di tenere a bada eventuali rinforzi ottomani. Gli attacchi perpetrati da sud e da sud-est furono duramente respinti dai soldati ottomani. Intanto la cavalleria imperiale britannica attaccò Gaza da nord, riuscendo anche a penetrare nella città. Tuttavia, a causa della strenua difesa dei nemici, dell'arrivo di altri rinforzi e dell'avanzata della notte, fu decisa la ritirata. Si pensa che questa mossa abbia strappato la vittoria dalle mani degli inglesi.

## Lo sfondo
Poiché il teatro mediorientale era considerato meno importante del fronte occidentale, i rinforzi richiesti dal generale inglese Archibald Murray furono spesso negati. Inoltre l'11 gennaio 1917 il gabinetto di guerra inglese comunicò al generale Murray che tutte le operazioni su larga scala in Palestina dovevano essere rinviate a settembre. Una settimana dopo fu chiesto a Murray di inviare una sua divisione in Francia, precisando che in ogni caso non sarebbero state prese divisioni di cavalleria. Murray stimava che per le operazioni offensiva c'era bisogno di almeno cinque divisioni di fanteria, oltre alle unità di montagna.
Dopo che il 26 febbraio 1917 gli alleati decisero di attuare un'offensiva primaverile, Murray ricevette grande sostegno. L'11 marzo Baghdad fu conquistata dagli inglesi, mentre era iniziata un'operazione in Macedonia. In aprile gli inglesi diedero inizio alla battaglia di Arras. Ora gli obiettivi dell'Impero britannico erano: mantenere la supremazia navale nel Mar Mediterraneo, preservando al contempo l'equilibrio di potere in Europa e la sicurezza di Egitto, India e Golfo Persico. Quest'ultimo poteva essere assicurato da un'avanzata in Palestina e dalla cattura di Gerusalemme. Un ulteriore progresso sarebbe stato infine tagliare fuori le forze ottomane in Mesopotamia da quelle della penisola arabica.
Per conquistare Gerusalemme, fu deciso di attaccare prima la città di Gaza. Gaza aveva un grosso deposito di cereali; inoltre nella zona erano coltivati orzo, viti, arance e olive, senza contare la produzione di legna, importante per i rifornimenti di carburante.